# Sem Dresden (schrijver)
Samuel (Sem) Dresden (Amsterdam, 5 augustus 1914 – Leiden, 6 mei 2002) was een Nederlandse literatuurwetenschapper, romanist en essayist. Hij was een neef van de componist Sem Dresden (1881-1957).

## Biografie

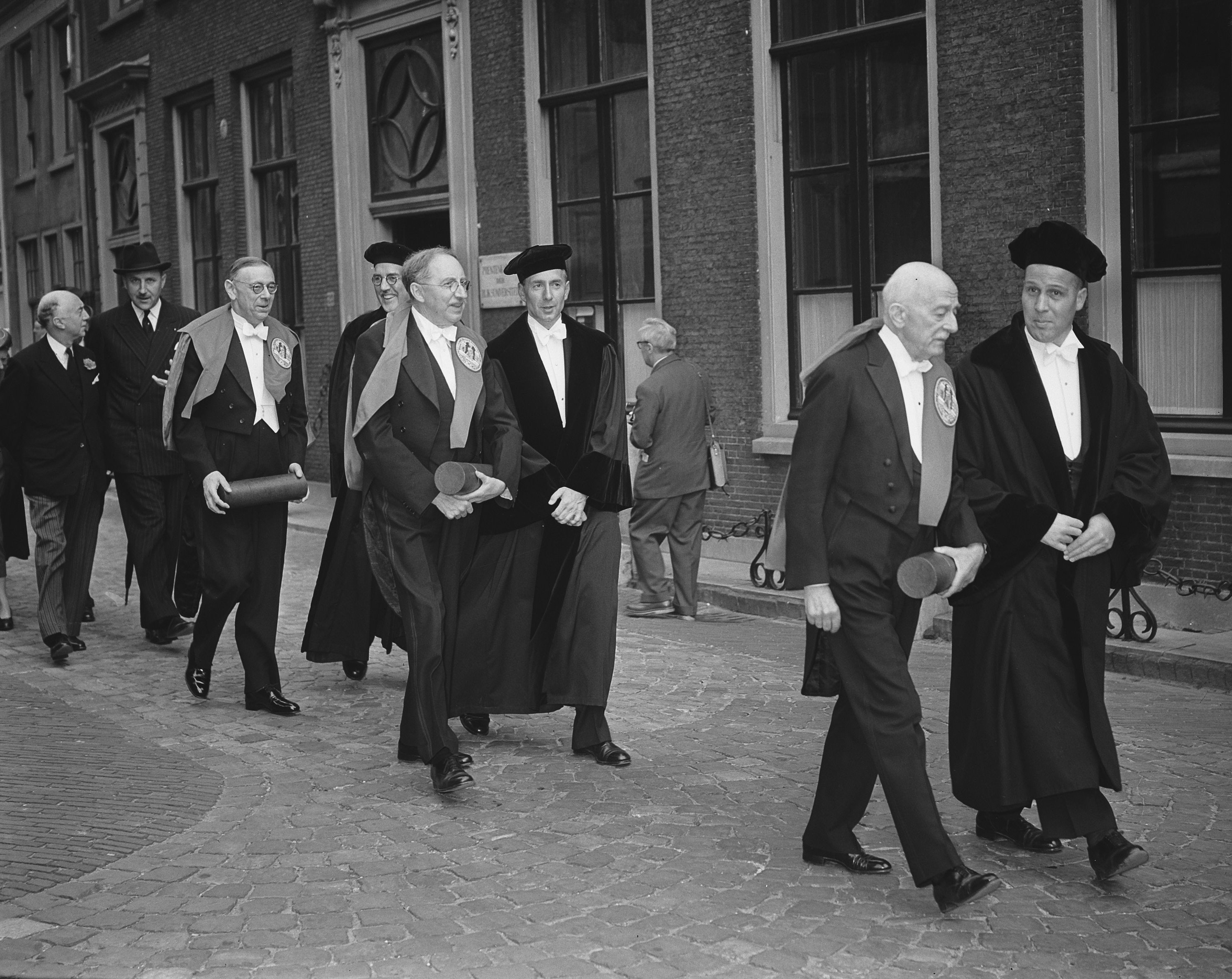
Dresden (uiterst rechts) als erepromotor van Jean Schlumberger (1954). Midden E.M. Forster

Dresden deed na zijn schooltijd op het Vossius Gymnasium te Amsterdam het staatsexamen gymnasium A en studeerde wijsbegeerte en Frans in Amsterdam en Parijs. Na zijn afstuderen gaf hij les op het Amsterdams Lyceum. Vanwege zijn Joodse achtergrond werd hij in september 1940 ontslagen, waarna hij doceerde op het Joods Lyceum met onder anderen Anne Frank in de klas. Dresden had twee kleine kinderen voor wie hij onderduikadressen vond in Haarlem. Zij overleefden beiden de oorlog. Dresden en zijn vrouw besloten zelf niet onder te duiken omdat ze anderen niet in gevaar wilden brengen. In september 1943 werden ze gearresteerd en overgebracht naar Kamp Westerbork, waar ze de rest van de oorlog verbleven.
Dresden werd in 1947 benoemd tot hoogleraar Franse letterkunde aan de Rijksuniversiteit Leiden. In 1962-1963 was hij rector magnificus en van 1975 tot 1981 bekleedde hij de leerstoel algemene literatuurwetenschap. Van 1978 tot 1981 was Dresden president van de Koninklijke Nederlandse Akademie van Wetenschappen.
Dresden publiceerde, naast een kleine 200 artikelen, vele boeken. Vervolging, vernietiging, literatuur, over de literaire verwerking van de Holocaust door joden, is waarschijnlijk zijn bekendste werk. Hij ontving vele literaire onderscheidingen. Hij had tientallen malen zitting in jury's van literaire prijzen, waaronder die van de Martinus Nijhoffprijs.
Het Archief Dresden (BPL 3476, 1920-2002) wordt bewaard door de Universitaire Bibliotheken Leiden. 
In 2025 verschijnt bij uitgeverij Verbum het boek Schrijven over vernietiging: Sem Dresden en de Holocaust vanuit meervoudig perspectief, onder redactie van Tommy van Avermaete, Goran Bouaziz en Bram Ieven, met bijdragen van Arnon Grunberg, Ronelda S. Kamfer, H.U. Jessurun d'Oliveira, Sander Bax, Paul J. Smith, Mia You, en anderen.

## Bibliografie (selectie)

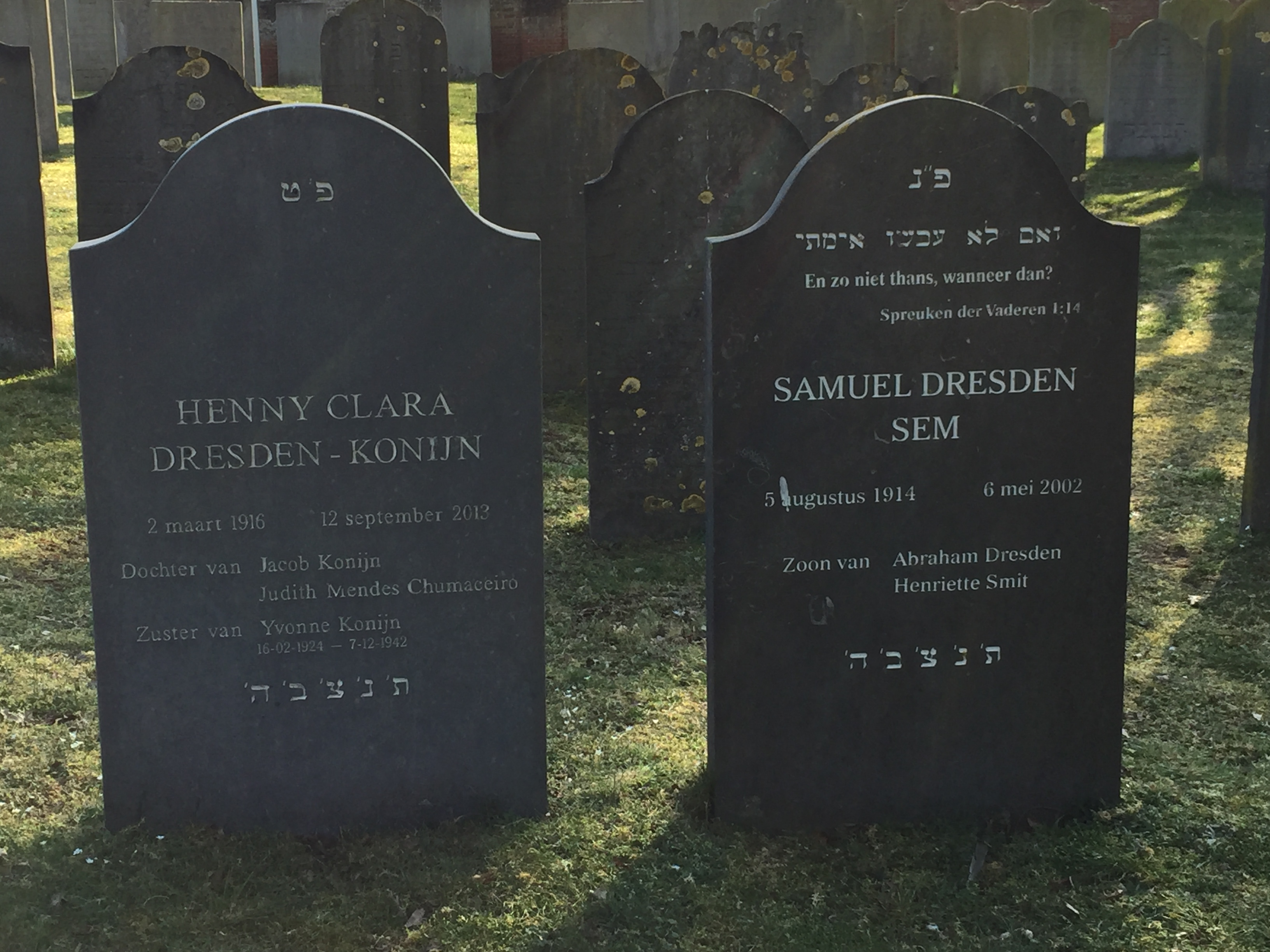
Graf (Katwijk)